# Белмонт (Анст)
Белмонт (англ. Belmont) — деревня в юго-западной части острова Анст в архипелаге Шетландских островов, Шотландия.

## Экономика
Паромная переправа связывает Белмонт с деревней Гатчер на северо-востоке острова Йелл и с деревней Хамарс-Несс на северо-западе острова Фетлар.
Автодорога «A968» связывает Белмонт с Харольдсуиком на севере острова Анст и через две паромные переправы с островом Мейнленд на юге.

## Достопримечательности
Усадьба «Белмонт Хаус» построена в 1775—1777 годах в юго-западной части острова. До середины XX века служила резиденцией семье Муат. В 1971 году включена в список архитектурных памятников категории «A», в 2003 году в список памятников садово-паркового искусства. В настоящее время используется в коммерческих целях.